# Antonio Zapata y Cisneros
Pour les articles homonymes, voir Zapata et Cisneros.
Antonio Zapata y Cisneros (né le 8 octobre 1550 à Madrid, en  Espagne, et mort le 27 avril 1635 à Madrid) est un cardinal espagnol du début du XVIIe siècle. Il est un petit-neveu du cardinal Francisco Jiménez de Cisneros (1507).

## Biographie
Le jeune Antonio Zapata y Cisneros est inquisiteur et racionero à Cuenca et chanoine et inquisiteur à Tolède. Il est élu évêque de Cádiz  en 1587, transféré au diocèse de Pampelune en 1596 et promu archevêque de Burgos en 1600. Il séjourne à Rome de 1618 à 1634.
Le pape Clément VIII le crée cardinal lors du consistoire du 9 juin 1604. Zapata est vice-roi de Naples en 1620-1622.
Zapata ne participe pas au premier conclave de 1605 (élection de Léon XI), mais il participe au deuxième conclave de 1605 (élection de Paul V) et au conclave de 1621 (élection de Grégoire XV). Il ne participe pas au conclave de 1623 (élection d'Urbain VIII). À partir de 1625 il est coadministrateur de l'archidiocèse de Tolède avec le cardinal Ferdinand de Habsbourg  et est inquisiteur général d'Espagne de 1627 à 1632.

## Sources
- Fiche du cardinal sur le site fiu.edu